# Arthur Allers
Arthur Allers (6. oktober 1875 i Bergen – 28. juni 1961 samme sted) var en norsk sejler som deltog i de olympiske lege i 1920 i Antwerpen.
Allers blev olympisk mester i sejling under sommer-OL 1920 i Antwerpen. Han vandt sammen med Martin Borthen, Johan Friele, Kaspar Hassel, Egill Reimers, Christen Wiese, Erik Ørvig, Olaf Ørvig og Thor Ørvig olympisk guld i klassen 12 meter type 1919 med den norske båden «Heira II».

## OL-medaljer
- 1920  Belgien Antwerpen –  Guld i sejling, 12-meter klassen type 1919